# Serhij Tanasiuk
Serhij Anatolijowycz Tanasiuk, ukr. Сергій Анатолійович Танасюк, ros. Сергей Анатольевич Танасюк, Siergiej Anatoljewicz Tanasiuk (ur. 12 listopada 1968) – ukraiński piłkarz, grający na pozycji obrońcy.

## Kariera piłkarska

### Kariera klubowa
W 1991 roku rozpoczął karierę piłkarską w amatorskiej drużynie Jawir Krasnopole, która w następnym roku startowała w Przejściowej Lidze Ukrainy. Pełnił w niej funkcje kapitana drużyny. Latem 1994 przeszedł do Weresu Równe, skąd już w październiku 1994 przeniósł się do CSKA-Borysfen Kijów. W sezonie 1995/96 bronił barw Nywy Tarnopol. Latem 1996 został piłkarzem Karpat Lwów. Na początku 1998 razem z Romanem Hnatiwym i Wjaczesławem Jefimenkem odszedł do Torpeda Zaporoże. Latem 1999 na jeden sezon powrócił do Karpat, po czym następne 2 sezony występował w Polihraftechnice Oleksandria. Latem 2003 zakończył karierę piłkarską w Zakarpattia Użhorod.

## Kariera trenerska
Potem zakończeniu kariery piłkarskiej rozpoczął pracę trenerską. W 2004 prowadził amatorski zespół Buh-OŁNOWA Buśk w obwodzie lwowskim.

## Sukcesy i odznaczenia

### Sukcesy klubowe
- brązowy medalista Mistrzostw Ukrainy: 1998
- brązowy medalista Pierwszej Lihi Ukrainy: 2001